# سليلاوات
السليلاوات (الاسم العلمي: Nepticulinae) هي أسرة من الحشرات تتبع الفصيلة السليلات من رتبة حرشفيات الأجنحة.

## أجناس السليلاوات
- الأكلبترة
- الزغبورة